# Hiviti
Hiviti ali Hivejci (hebrejsko חוים, Hivim) so bili eno od ljudstev potomcev Hamovega sina Kanaana. Njihova identiteta je še vedno predmet razprav, ker razen podatka iz Svetega pisma, da so živeli v Kanaanu, o njih ni nobenega drugega podatka.

## Etimologija
E. C. Hostetter je predpostavil, da njihovo ime izhaja iz izraza stanovalec v šotoru. Izraz je soroden hebrejski besedi hawwah (חוה), ki pomeni "šotorišče". Njegov predlog ni soglasno sprejet.
Hiviti niso omenjeni na nobenem egipčanskem ali mezopotamskem napisu. S svetopisemskimi Hiviti bi lahko bili povezani Hiyawa na luvijsko-feničanskem dvojezičnem napisu.

## Lokacija
Po Jozuetu so Hiviti živeli v hribovitih predelih Libanona od Lebo Hamata (Sod 3,3) do Hermon{a (Joz 11,3). V Mazoretskem besedilu hebrejske Biblije so omenjeni tudi bolj proti jugu v mestih Gibeon, Kefra, Beerot in Kiriat-Jearim (Jozue 9:17). Po Septuaginti  naj bi bila omenjena štiri mesta naseljena s Horiti, kar morda kaže na pravopisno napako v Mazoretskem besedilu.
Mazoretsko besedilo Joz 11,3 opisuje Hivite kot ljudstvo »pod Hermonom v deželi Mizpeh«. Septuaginta na tem mestu omenja Hetite, kar kaže, da je zapis v enem od obeh besedil napačen.
Po Mazoretskem besedilu so v 2. Samuelovi knjigi (2 Sam 24,7) Hiviti omenjeni »neposredno za tirsko trdnjavo«, kjer so v Septuaginti ponovno omenjeni Hetiti.

## Omembe v hebrejski Bibliji
V hebrejski Bibliji so Hiviti pogosto omenjeni med prebivalci Kanaana, obljubljenega Abrahamovim potomcem. Mazoretsko besedilo omenja, da je bila ena od Ezavovih žena »Oholibama, hčerka Anah, hčerke Zibeona Hivita«, ki je omenjena tudi kot »ena od hčera Kanaana«. Podatki v Septuaginti in Genezi (Gen 36,20) kažejo, da je bil Zibeon Horit in ne Hivit.
Juzuetova knjiga trdi, da so bili Hiviti ena od sedem skupin, živečih v Kanaanu, ko so Izraelci pod Jozuetom začeli osvajati obljubljeno deželo (Jozue 3:10). Med pokončanimi ljudstvi naj bi bili »Kanaanci,  Hetejci, Hivejci, Perizejci, Girgašejci, Amorejci in Jebusejci« (Joz 3,10).  Za Hivite iz Gibeona so Izrealci sklenili, »naj ostanejo pri življenju, da bodo sekali drva in celo občino oskrbovalo z vodo« (Joz 9,21). 
Biblija omenja, da so bila na Davidovem popisu prebivalstva tudi hivitska mesta (2 Sam 24,1-7). Med Salomonovim vladanjem so Hiviti opisani kot del suženjskih delavcev za njegove številne gradbene projekte (1 Kr 9,20-21, 2 Krn 8,7-8). 
Kdaj in kako so Hiviti še pred koncem Izraelskega kraljestva prenehali obstajati kot samostojna etnična skupina, še vedno ni jasno. 